# Alchemilla chionophila
Alchemilla chionophila é uma espécie de rosácea do gênero Alchemilla, pertencente à família Rosaceae.